# Muhsin Ahmad al-Aini

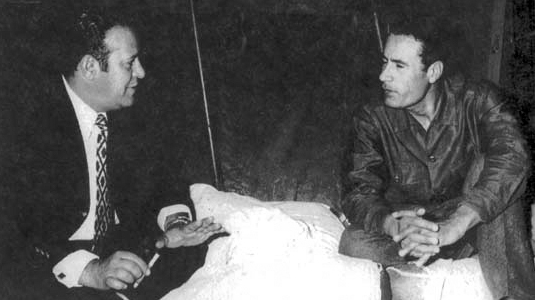
Schon 1972 hatte Muhsin al-Aini (links) in Tripolis unter Vermittlung von Libyens Revolutionsführer Gaddafi (rechts) die Vereinigung mit Südjemen vereinbart

Muḥsin Aḥmad al-ʿAinī (arabisch محسن احمد حسن العيني, DMG Muḥsin Aḥmad Ḥasan al-ʿAyniyy; * 20. Oktober 1932 in Bani Bahloul, Nordjemen; † 25. August 2021 in Kairo), gelegentlich auch Mohsen Ahmed el-Ainy, al-Ayni bzw. Alaini transkribiert, war ein jemenitischer Politiker und arabischer Sozialist. Zwischen 1962 und 1975 war er fünfmal Außenminister und viermal Premierminister der Jemenitischen Arabischen Republik (Nordjemen).

## Leben und Wirken
Nach dem Studium an der Pariser Sorbonne (1956–1957) und an der Juristischen Fakultät der Universität Kairo (1952–1959) arbeitete Muhsin al-Aini bis 1961 als Lehrer in Aden (Südjemen) und engagierte sich dort ab 1960 in der antikolonialen Gewerkschaftsbewegung gegen die britische Herrschaft. Von den Briten 1961 aus Aden ausgewiesen, ging er als Delegierter des Gewerkschaftsverbandes wieder nach Ägypten. In Kairo schloss er sich der Arabischen Sozialistischen Baath-Partei an und verbündete sich mit den gemäßigten Nasseristen. Seit 1962 war er mit Aziza Abulahom (Abu Luhum) verheiratet, Al-Ainis Schwager und wichtigster Unterstützer Sinan Abu Luhum war viele Jahre lang Gouverneur der Hafenstadt al-Hudaida. Unter dem zur Bakil-Föderation bzw. zum Nihm-Stamm (Nahm) gehörenden Luhum-Clan hatten sowohl al-Aini als auch die Baath-Partei ihre Hausmacht bzw. Machtbasis. Dennoch behauptete er später in seiner Biographie

“I have never been a representative of any political party, tribe, group or coalition.”

„Ich war nie Vertreter einer politischen Partei, eines Stammes, einer Gruppe oder einer Koalition.“

Nach dem Sturz der Imam-Monarchie in Nordjemen wurde er im September 1962 unter Präsident Abdullah as-Sallal erster Außenminister der neugegründeten Jemenitischen Arabischen Republik, wurde aber schon im Dezember als erster Ständiger Vertreter der neuen Republik zur UNO entsandt. Er blieb UNO-Vertreter bis zum Mai 1965, als er kurzzeitig erneut zum Außenminister in Ahmad Muhammad Numans Kabinett berufen wurde und erste Friedensgespräche mit den seit 1962 gegen die Republik kämpfenden Royalisten führte. Die Berufung Numans und al-Ainis strapazierte jedoch die Beziehungen Jemens zu Nasser. Nachdem Numan wegen innenpolitischer Differenzen mit as-Sallal zurückgetreten war, war al-Aini ab Juli 1965 dann wieder nur noch UNO-Vertreter (bis 1966).
Mit dem Sturz Sallals wurde al-Aini am 5. November 1967 erstmals Premierminister unter dem neuen Präsidenten Abdul Rahman al-Iriani, aber schon am 21. Dezember 1967 durch Hassan al-Amri verdrängt und wieder zur UNO entsandt. Von 1968 bis 1970 war er Botschafter in der Sowjetunion. Zwischendurch hatte er am 29. Juli 1969 erneut den Auftrag zur Regierungsbildung erhalten, nachdem al-Amri zurückgetreten war. Doch al-Aini konnte in Sanaa keine stabile Regierung zusammenbringen, so dass al-Amris Vizepremier Abdul Salam Sabrah weiter amtierte, bis endlich am 2. September 1969 Abdullah Kurschumi eine Regierung bildete und al-Aini nach Moskau zurückkehrte. In al-Ainis zweite Amtszeit als Premierminister und Außenminister vom 5. Februar 1970 bis zum 26. Februar 1971 fiel das Friedensabkommen mit den Royalisten (Mai 1970). Erklärtes Ziel al-Ainis war die Zusammenarbeit aller gemäßigten politischen Kräfte durch eine Versöhnung zwischen Republikanern und Royalisten. Die Royalisten erkannten die Republik an, al-Aini nahm im Gegenzug fünf ihrer Vertreter in sein Kabinett auf.
Von al-Amri zunächst wieder verdrängt und als Botschafter nach Frankreich abgeschoben, wurde er nach al-Amris Rücktritt am 18. September 1971 erneut Premierminister und Außenminister. al-Ainis Vizepremier und Innenminister wurde General Ibrahim al-Hamdi. In diese Amtszeit fiel eine neue Verfassung (Dezember 1971), eine wenig erfolgreiche Kampagne gegen die Sucht des Qat-Kauens und im Sommer 1972 zunächst eine Verschärfung der Beziehungen zur Volksdemokratischen Republik Jemen (Südjemen), dann aber eine Aussöhnung und sogar ein Abkommen zur Vereinigung beider Jemen (November 1972), das aber u. a. infolge der erneuten Abberufung al-Ainis am 30. Dezember 1972 nicht verwirklicht wurde. Noch am 18. bzw. 21. Dezember 1972 hatte Nordjemen unter al-Aini diplomatische Beziehungen zur DDR aufgenommen.
al-Aini wurde 1973 zunächst Botschafter in Großbritannien, aber nach al-Irianis Sturz am 22. Juni 1974 vom neuen Staatschef Ibrahim al-Hamdi erneut zum Premierminister und im Oktober in den Obersten Kommandorat berufen. Den Vizepremier und Wirtschaftsminister seines Vorgängers, Hassan Muhammad Makki, übernahm al-Aini zunächst (bis Oktober 1974). Außenpolitisch vertrat al-Aini einen Kurs der Nichtpaktgebundenheit, Jemen blieb aber finanziell von Saudi-Arabien abhängig. Der Widerstand pro-saudischer, feudaler Kräfte der lokalen Stämme gegen al-Ainis Anti-Korruptionsmaßnahmen und seine Zentralisierungsbemühungen führte am 16. Januar 1975 schließlich zum endgültigen Sturz al-Ainis (wegen angeblicher proägyptischer Neigungen).
al-Aini wurde stattdessen erneut Botschafter in Frankreich (bis 1976) und bei der UNO (bis 1981), ehe er im November 1981 als Botschafter in die Bundesrepublik Deutschland (bis August 1984) und danach in die USA geschickt wurde (bis 1997). Nach der Vereinigung beider Jemen (1990) blieb al-Aini Botschafter des gesamten Jemen. Schließlich ernannte ihn Präsident Ali Abdullah Salih 1997 zum Mitglied des Schura-Rates (eine Art Rat elder statesmen).
Mit seiner Frau Aziza (* 1945) hatte Muhsin al-Aini zwei Söhne, zwei Töchter sowie sechs Enkel.
Der Fischer Weltalmanach und das Munzinger-Archiv kategorisierten al-Aini als gemäßigten Sozialisten, der dem britischen Orientalisten Robin Leonard Bidwell zufolge dem Baathismus näher stand als dem Nasserismus. Bidwell bescheinigte al-Aini die besten und ehrlichsten Reformabsichten. Er bezeichnete al-Aini als sehr umgänglichen, toleranten und diplomatisch geschickten Mann, dem der Ehrgeiz und die Rücksichtslosigkeit fehlten, um sich an der Spitze zu halten.